# Chris Jespersen
Chris André Jespersen, född 18 oktober 1983, är en norsk längdåkare. Han gjorde sin första världscupstart i december 2003. Samma år blev han juniorvärldsmästare på 30 km fristil.
Jespersen missade säsongerna 2004/2005 och 2006/2007, men började tävla regelbundet från säsongen 2007/2008. Han har en andraplats som bästa resultat i världscupen. Den tog han i Davos den 14 december 2013 på 30 km fristil.
Under Tour de Ski 2013/2014 knep Jespersen två tredjeplatser, prologen på 4,5 km i fristil samt 10 kilometersloppet i klassisk stil. Han slutade totalt tvåa i touren, efter landsmannen Martin Johnsrud Sundby.